# رادافكسين
رادافكسين أورادافكسين(بالإنجليزية: Radafaxine)‏ هو دواء مهدئ [GW-353، 162] صنعته شركة جلاكسو سميث كلاين، كان يستخدم كمضاد للاكتئاب، ولكن شركة جلاكسو سميث كلاين أوقفت تصنيعه في عام 2006 وسحبته من الأسواق في عام 2007، بسبب نتائج تأثيراته كانت ضئيلة على المرضى.

## كيمياء
الرادافكسين هو مستقلب قوي من مجموعة البوبروبيون. وفي التجارب السريرية المختلفة، قد درس الرادافكسين كعلاج للاكتئاب السريري، والسمنة، وآلام الأعصاب. ويوصف باعتباره مساعد لافرازالدوبامين.
على عكس البوبروبيون (والذي له تأثير على ارتفاع طفيف في امتصاص الدوبامين )، الرادافكسين لديه قوة أعلى على الإفراز، ووفقا لشركة جلاكسو سميث كلاين، قد يكون الرادافكسين مسؤولا عن زيادة تأثير على الألم والتعب.
الرادافكسين يملك نحو 70٪ من فعالية البوبروبيون في عرقلة امتصاص الدوبامين، و 392٪ من الفعالية في منع امتصاص بافراز.
وتشير بعض الدراسات على أن الرادافكسين لديه أثار جانبية منخفضة مماثلة للبوبروبيون.